# Olaf Nordhagen
Johan Olaf Brochmann Nordhagen (Oslo, 16 de marzo de 1883 - 6 de noviembre de 1925). Arquitecto, ingeniero y artista noruego.
Estudió la carrera de ingeniería en Oslo, y trabajó como aprendiz del arquitecto Bredo Greve por varios años antes de ingresar a la Real Academia Danesa de Arte, mientras también colaboraba con Martin Nyrop en el diseño del Palacio Municipal de Copenhague.

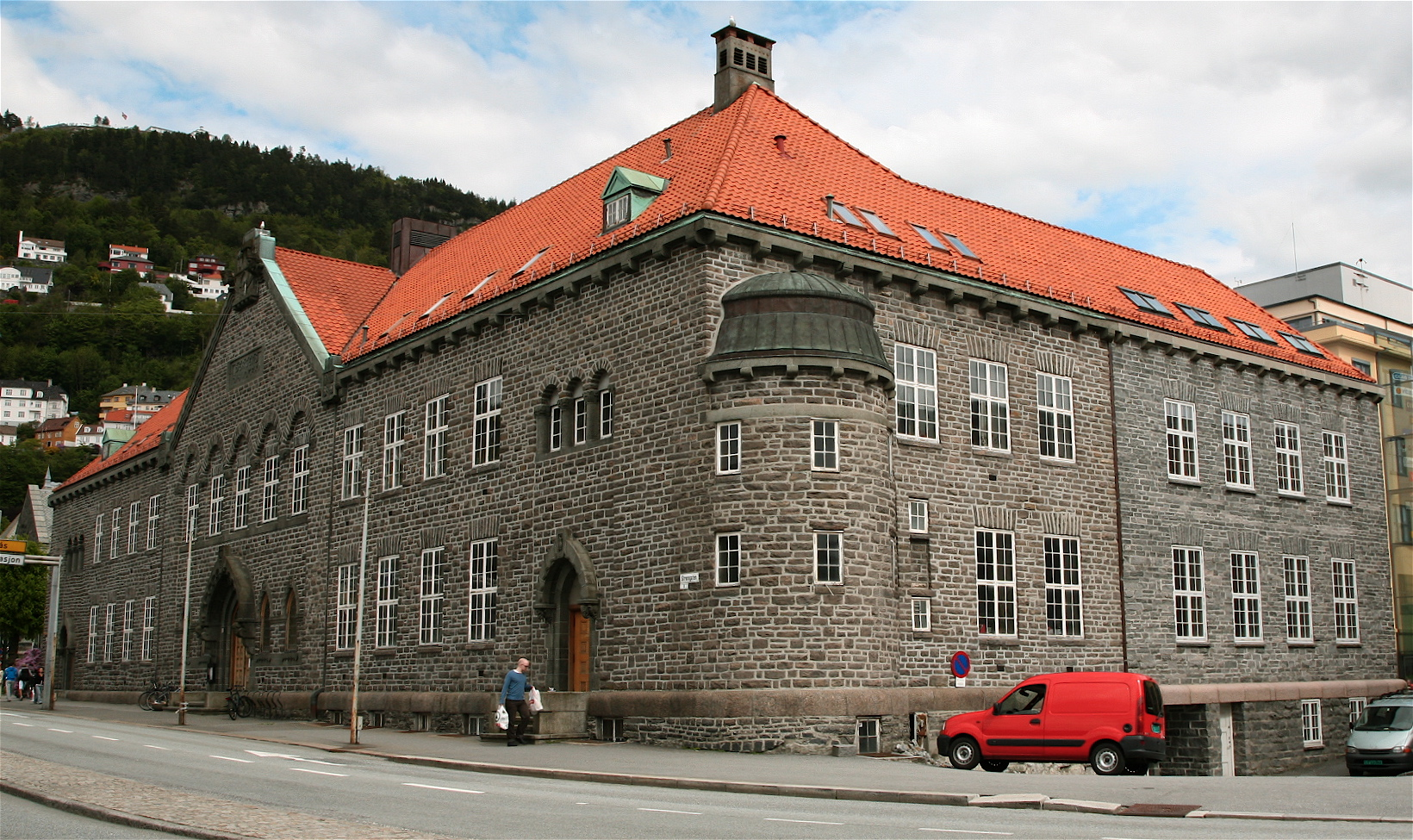
Biblioteca Pública de Bergen.

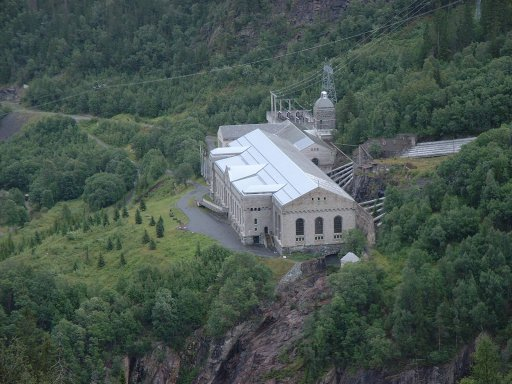
Central hidroeléctrica de Vemork.

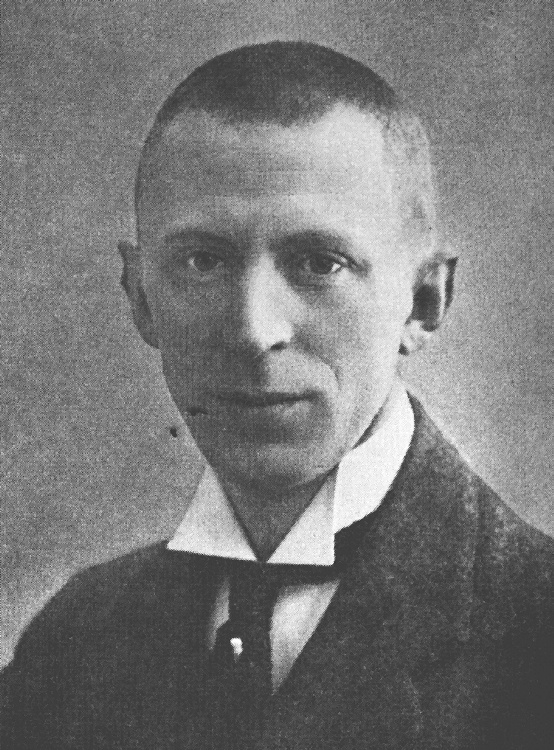
Olaf Nordhagen, cerca de 1910.

Regresó a Oslo en 1906 y aceptaría varios trabajos menores. Obtuvo fama cuando ganó el concurso para construir la Biblioteca Pública de Bergen, un edificio neorrománico con carácter nacionalista. Por esa obra ganó el Premio Houen.
También diseñó las centrales hidroeléctricas de Såheim y Vemork, en las cercanías de la localidad de Rjukan.
A la muerte de Christian Christie, fue designado como el nuevo coordinador de la restauración de la Catedral de Nidaros, el mayor templo gótico de Noruega. Dirigió las obras desde 1909 hasta su muerte. Siguiendo los planos de Christie, se encargó de la reconstrucción y remodelación de la nave, una parte bastante dañada de la catedral. Fue el primer arquitecto que se atrevió a reconstruir partes del templo de las que no se tenía gran información sobre su estado original, por lo que varias de sus propuestas levantaron hondas polémicas. Nordhagen ganó el debate sobre el sistema matemático en que debía reconstruirse la nave. Comenzó también la restauración de algunas partes menores de la fachada occidental, incluyendo el rosetón central, que quedó listo en 1930, cinco años después de su fallecimiento.
- Datos: Q3356315
- Multimedia: Olaf Nordhagen / Q3356315